# Messelogale
Messelogale — вимерлий рід хижоподібних ссавців з родини міацид. Скам'янілості єдиного виду M. kessleri знайшли в Європі.